# Истински курс
Истински курс е ъгълът, заключен между северното направление на меридиана в мястото на измерване и направлението на проекцията на надлъжната ос на обекта спрямо хоризонталната плоскост, отмерва се по часовниковата стрелка от направлението на географския север. По същество показва направлението на носа на самолета, кораба или друг подвижен обект спрямо посоката север.
Непосредствено се измерва с помощта на високоточните инерционни навигационни системи или жирокомпасите.
Широко се използва в аерофотометрията, картографията, и в други приложения на геоматиката.
Показва се в ъглови градуси в диапазона 0…360°, понякога − 180…180°.
0° винаги се използва за указване на направлението на обекта на север, 90° – на изток.